# Cleophus Robinson
Reverend Cleophus Robinson (* 18. März 1932 in Canton, Mississippi; † 2. Juli 1998 in St. Louis, Missouri) war ein US-amerikanischer Gospel- und Bluessänger, Songwriter, Entertainer und Prediger.

## Biografie
Robinson wuchs in einer musikalischen Familie auf. Seine Mutter war eine lokal bekannte Gospelsängerin. Auch bei der Arbeit in den Baumwollfeldern wurde Gospel gesungen. 1948 ging Robinson nach Chicago, wo er in verschiedenen Kirchen sang. Mit den Roberta Martin Singers trat er sogar zusammen mit Mahalia Jackson auf.
1949 machte er seine ersten Studioaufnahmen. Die Single New Lord blieb jedoch erfolglos. Robinson kehrte in den Süden zurück. In Memphis schloss er die Highschool ab. Als Radiomoderator hatte er eine wöchentliche Sendung, „The Voice of the Soul“. Wenn bekannte Gospelmusiker in der Stadt waren, trat er mit ihnen auf. Zudem begann er eine jahrzehntelange Zusammenarbeit mit dem Pianisten Napoleon Brown.
1953 bekam Robinson einen Plattenvertrag bei Peacock Records, konnte jedoch zunächst keinen größeren Erfolg verzeichnen. Einen Ausflug in die Schauspielerei gab er nach einem Jahr wieder auf, um sich ganz auf die Musik zu konzentrieren. 1956 erschien dann die ersehnte Hitsingle Pray for Me, die er zusammen mit seiner Schwester Josephine James eingespielt hatte. Im Jahr darauf nahm er eine Stelle als Pastor an der Bethlehem Missionary Baptist Church in St. Louis an, wodurch seine musikalischen Aktivitäten ein wenig in den Hintergrund traten. 1962 kam Robinsons erstes Album unter dem Titel Pray for Me auf den Markt. Nebenbei hatte er seine wöchentliche Radiosendung „Hour of Faith“. 1964 begann er auch mit einer Gospelshow im Fernsehen.
In den 1960ern wechselte Robinson mehrfach die Plattenfirma. Mit Solemn Prayor und How Sweet It is to Be Loved by God (1965) hatte er weitere Hits. Mitte des Jahrzehnts orientierte sich seine Musik mehr am Blues. Er machte eine Europatour und trat beim Denver Pop Festival auf. Sein größter Hit wurde Wrapped Up, Tied Up, Tangled Up. In den 1970er Jahren trat er beim Montreux Jazz Festival auf. 1980 sang er im Weißen Haus. 1986 hatte er noch einmal einen Hit mit Save a Seat for Me.